# دانشگاه تنسی

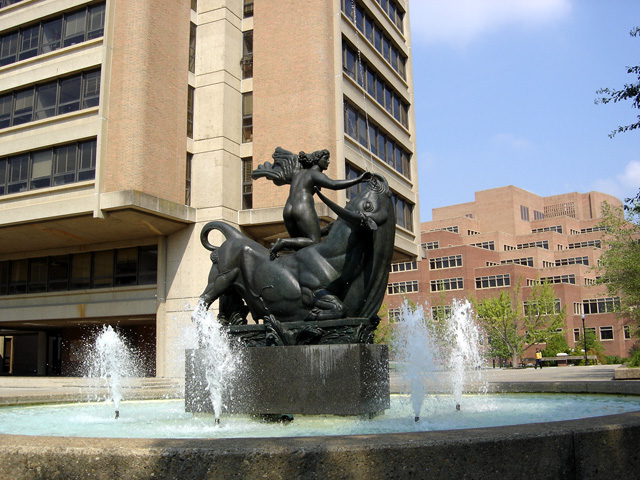
تندیس زئوس و اروپا در محوطه مرکز دانشگاه

دانشگاه تنسی (به انگلیسی: The University of Tennessee) یک دانشگاه تحقیقاتی دولتی در شهر ناکسویل واقع در ایالت تنسی آمریکا است که در سال ۱۷۹۴ میلادی بنیان‌نهاده شده‌است.

## شعبات
این دانشگاه به غیر از شعبهٔ مرکزی در شهر ناکسویل، شعبات دیگری نیز دارد:
- دانشگاه تنسی در چتانوگا
- دانشگاه تنسی در ممفیس  (ویژه علوم پزشکی)
- دانشگاه تنسی در مارتین
- مؤسسه فضایی دانشگاه تنسی

## پیشینه

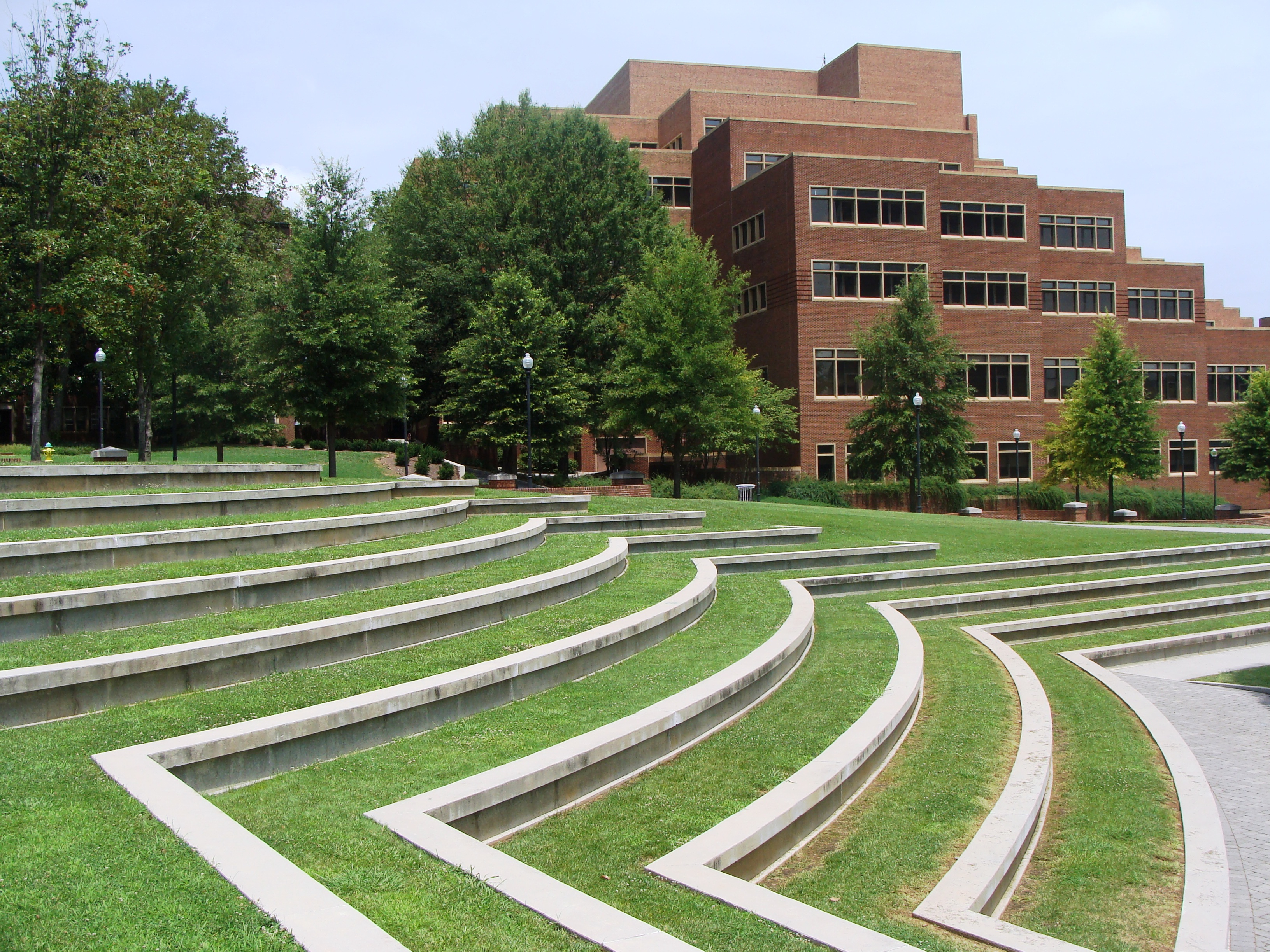

این مؤسسه از کهن‌ترین موسسات آموزش عالی در آمریکاست. دانشگاه تنسی در سال ۱۷۹۴ میلادی (۱۱۷۳ هجری شمسی) تأسیس شد، یعنی دو سال قبل از بنیانگذاری خود ایالت تنسی.
تقریباً نزدیک به یکصد سال بعد، یعنی در سال ۱۸۹۲، از نخستین زن در دانشگاه ثبت نام به عمل آمد.

## بودجه
در سال ۲۰۰۵، از بودجه ۱٫۴ میلیارد دلاری این دانشگاه، قریب ۳۰۸ میلیون دلار آن صرف تحقیقات شد.

## پژوهش و اعتبار
این دانشگاه امروزه در زمره برترین دانشگاه‌های دولتی آمریکا قرار دارد.
دانشگاه تنسی به همراه شرکت خصوصی باتل (Battelle) آزمایشگاه ملی اوک ریج را هدایت و اداره می‌کنند.
مؤسسه ملی علوم محاسباتی (آمریکا) توسط همین دانشگاه اداره می‌شود. ابررایانه کراکن، سریعترین ابررایانه دانشگاهی جهان در همین مرکز دانشگاهی قرار دارد.
این دانشگاه در مهندسی هسته‌ای در رتبه‌بندی سال ۲۰۱۴ دارای رتبه ملی ۵ در کشور بود، که بالاترین رتبه سراسری دانشگاه است.
رتبه جهانی این دانشگاه در فیزیک و علوم رایانه‌ای در سال ۲۰۱۰ میلادی ۷۶ بود.
مطابق آخرین رده‌بندی مؤسسه یو اس نیوز برای سال ۲۰۱۷ دانشگاه تنسی با یک رده صعود در رتبه ۴۶ دانشگاه‌های دولتی (عمومی) آمریکا قرار گرفته‌است.

## ورزش

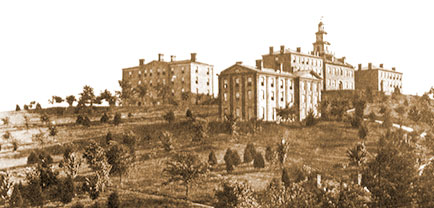
دانشگاه تنسی قبل از خود ایالت تنسی درسال ۱۷۹۴ میلادی (۱۱۷۳ هجری شمسی) تأسیس گردید.

تنسی والنتیرز (Tennessee Volunteers) لقب تیمهای ورزشی این دانشگاه است. این تیمها از پر آوازه‌ترین تیمهای ورزشی لیگهای سرتاسری آمریکا می‌باشند.

### در المپیک پکن
والنتیرزها به حدی در عرصهٔ ورزش در سطح ملی حضور دارند که بسیاری از دانشجویان این دانشگاه عضو تیم‌های ملی ورزشی آمریکا هستند.
به‌طور نمونه، در سال ۲۰۰۸ و در المپیک پکن، ۵ دانشجوی مشغول به تحصیل، و ۱۲ دانشجوی فارغ‌التحصیل این دانشگاه، و نیز یک مربی از این دانشگاه در مسابقات المپیک (برای تیم ملی آمریکا) شرکت داشتند. از این گروه، شش مدال در این مسابقات حاصل گردید که عبارت بودند از:
- کریستین مگنوسون (۲ مدال نقره، شنای بانوان)
- مونیکا ابوت (۱ مدال نقره، بیسبال بانوان)
- تامیکا کچینگز (۱ مدال طلا، بسکتبال بانوان)
- کارا لاوسون (۱ مدال طلا، بسکتبال بانوان)
- کندس پارکر (۱ مدال طلا، بسکتبال بانوان)

### روابط با ایران

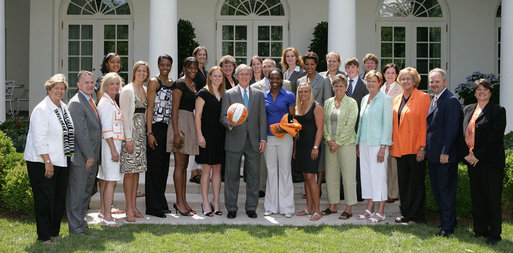
تیم بسکتبال زنان تنسی والنتیرز، میهمان کاخ سفید و جرج دبلیو بوش، پس از قهرمانی در لیگ بسکتبال دانشگاه‌های آمریکا در سال ۲۰۰۸

در سال ۲۰۰۶ و ۲۰۰۷ میلادی، تعدادی از اعضای تیم بیسیال بانوان دانشگاه تنسی جهت چند دیدار دوستانه و برگزاری چند کارگاه آموزشی برای بانوان ایران عازم تهران گردیدند.

## مشاهیر
پیتر دوهرتی (برنده جایزه نوبل پزشکی) و جیمز بیوکانان (برنده جایزه نوبل اقتصاد) به ترتیب هیئت علمی و فارغ‌التحصیل این دانشگاه می‌باشند.
از دیگر دانش آموختگان یا هیئت علمی برجسته این دانشگاه می‌توان ۱۱ فضانورد و قریب یکصد نماینده مجلس و سنای آمریکا را نام برد، من‌جمله سناتور لامار آلکساندر، رقیب پیشین جرج بوش در انتخابات ریاست جمهوری دوره گذشته. و نیز سناتور باب کورکر رئیس کمیته روابط خارجی سنا.

## فارغ التحصیلان ایرانی
از ایرانیان معروف که در دانشگاه تنسی تحصیل کرده‌اند می‌توان به افراد زیر اشاره نمود:
دکترعلی شریعتمداری وزیر علوم در دولت موقت بازرگان و عضو شورای عالی انقلاب فرهنگی
دکتر حسین دهشیار استاد روابط بین‌الملل دانشگاه علامه طباطبایی
دکتر تخشید رئیس دانشکده حقوق و علوم سیاسی دانشگاه تهران

## نگارخانه

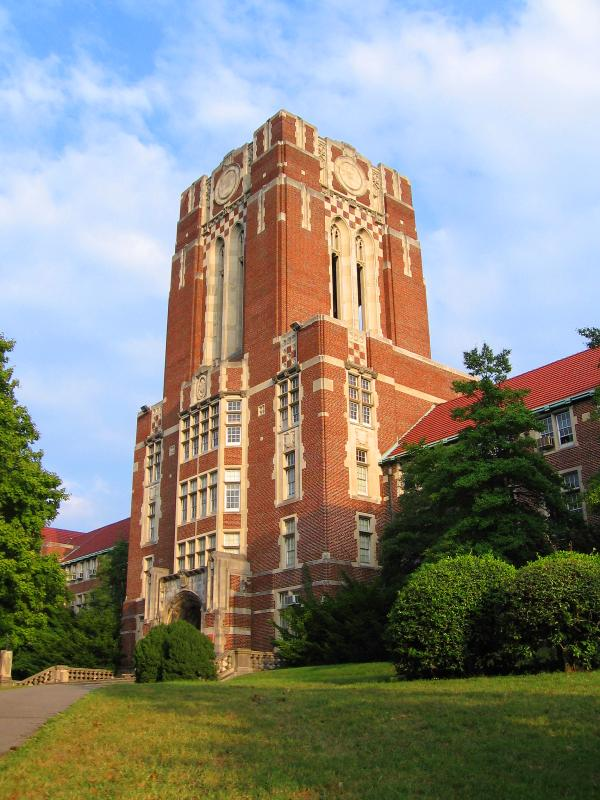
ایرز هال، محل گروه ریاضیات این دانشگاه.
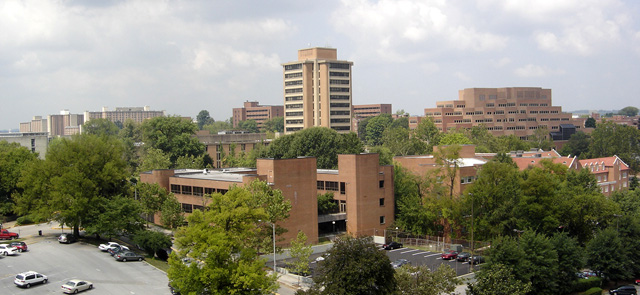
نمای شمال غربی دانشگاه
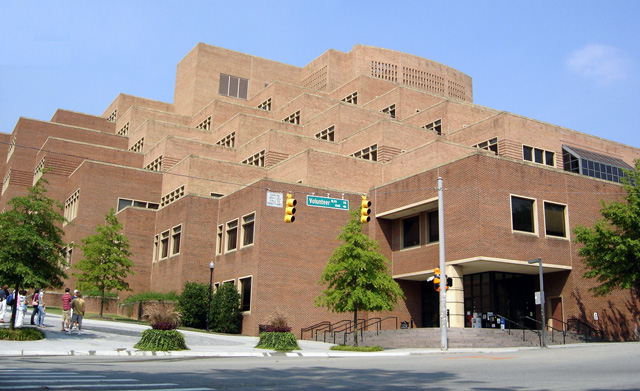
کتابخانه جان سی هاجز این دانشگاه با طرح هرمی شکل